# 短縮
| ウィキペディアには「短縮」という見出しの百科事典記事はありません（タイトルに「短縮」を含むページの一覧/「短縮」で始まるページの一覧）。 代わりにウィクショナリーのページ「短縮」が役に立つかもしれません。 |